# Onthophagus tabellicornis
Onthophagus tabellicornis es una especie de insecto del género Onthophagus, familia Scarabaeidae, orden Coleoptera.
Fue descrita científicamente por MacLeay en 1864.